# جای‌ویک
جای‌ویک (به انگلیسی: Jaywick) یک روستا در بریتانیا است که در اسکس واقع شده‌است. جای‌ویک ۴٬۶۶۵ نفر جمعیت دارد.